# مدی کرنمن
مَدی کُرنمن (انگلیسی: Maddie Corman؛ زادهٔ ۱۵ اوت ۱۹۷۰) بازیگر اهل ایالات متحده آمریکا است. وی از سال ۱۹۸۵ میلادی تاکنون مشغول فعالیت بوده است.

## گزیدهٔ آثار

### سینما
- دوباره شروع کن (۲۰۱۳)
- شکوه صبح (۲۰۱۰)
- فیبی در سرزمین عجایب (۲۰۰۸)
- خدمتکاری در منهتن (۲۰۰۲)
- میکی زاغه (۱۹۹۹)
- پسرها (۱۹۹۶)
- تفنگ جدید من (۱۹۹۲)
- هفت دقیقه در بهشت (۱۹۸۵)

### تلویزیون
- مظنون (۲۰۱۵)
- قانون و نظم: واحد قربانیان ویژه (۲۰۰۹)
- قانون و نظم (۲۰۰۵–۱۹۹۹)
- زیاد ذوق‌زده نشو (۲۰۰۴)
- فریژر (۱۹۹۳)